# Colobocephalus
Colobocephalus is een geslacht van weekdieren uit de klasse van de Gastropoda (slakken).

## Soort
- Colobocephalus costellatus M. Sars, 1870